# Relações entre Alemanha e Turquia
As relações entre Alemanha e Turquia são as relações diplomáticas estabelecidas entre a República Federal da Alemanha e a República da Turquia. Estas relações relações possuem suas origens nos tempos do Império Otomano e culminaram no desenvolvimento de laços fortes com muitos aspectos que incluem as relações econômicas, militares, culturais e sociais. Com a possível adesão da Turquia à União Europeia, da qual a Alemanha é o maior membro, bem como a existência de uma enorme diáspora turca na Alemanha, estas relações se tornaram cada vez mais interligadas ao longo das décadas.

## História
Após ter assinado um tratado de paz e amizade com o Reino da Prússia em 1790, o Império Otomano intensificou os seus laços militares com a Alemanha, especialmente durante o reinado de Abdulamide II. As relações entre a Alemanha e o Império Otomano não se restringiram somente pelo fato de serem aliados na Primeira Guerra Mundial; os dois países também cooperaram em vários projetos de investimento de grande escala, tais como a construção da Ferrovia Berlim-Bagdá.
No rescaldo da ascensão de Adolf Hitler ao poder na Alemanha, em 1933, a Turquia forneceu refúgio para os alemães de ascendência judaica, de esquerda e liberais acadêmicos e engenheiros, que fugiram de sua pátria. Esses intelectuais desempenharam um papel importante na reorganização das universidades e na fundação de plantas industriais e empresas na Turquia. As relações comerciais, econômicas e culturais entre a Turquia e Alemanha foram desenvolvidas e se intensificaram durante a Guerra Fria. Posteriormente, em 1960, com a assinatura de um acordo de recrutamento de trabalhadores entre a Turquia e a Alemanha, um grande número de cidadãos turcos imigrou para a Alemanha.